# HEATH
HEATH（ヒース、本名：森江 博 - もりえ ひろし、1968年〈昭和43年〉1月22日 - 2023年〈令和5年〉10月29日）は、日本のミュージシャン。兵庫県尼崎市出身。血液型はB型。X JAPANのベーシスト。ソロ活動時の名前は「heath」、X JAPANでは「HEATH」である。愛称は「ひーちゃん」。

## 来歴

### 生い立ち〜バンド活動

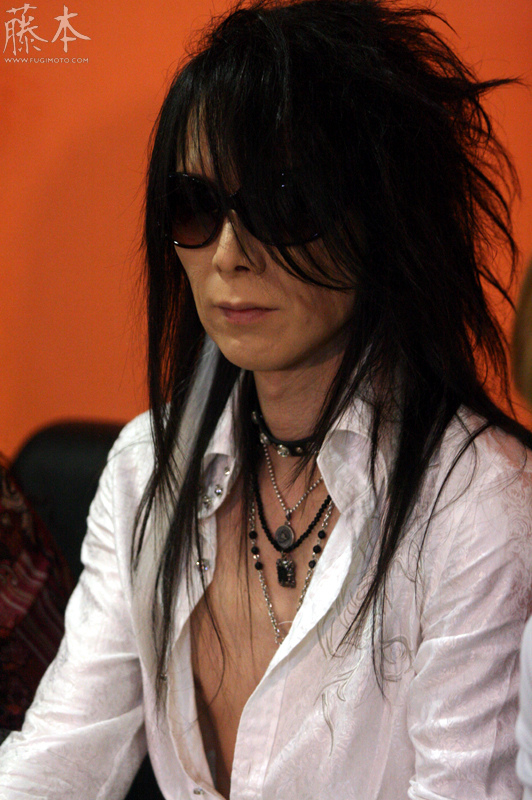
HEATH, 2011年

- 1968年1月22日5時22分、兵庫県尼崎市に生まれる。両親も音楽好きで家にはギター・ベース・ドラム・キーボードなどの楽器があり、家ではロックがいつも流れていた。4つ上の兄がギターをやっていたため、自然とベースを始めるようになる。兄がビートルズを弾くのに合わせてベースを弾くこともあった。生まれて初めて買ったレコードは『嗚呼！！花の応援団』[4]。
- 小学校4年生の時に母と兄に連れられて、大阪府立体育会館で行われたヴァン・ヘイレンのコンサートを初めて観る。そこでのサウンド、主にマイケル・アンソニーが奏でるベースに衝撃を受け、ロックに目覚める。それからは、ヴァン・ヘイレンやキッス、クイーン、モトリー・クルーなどを聴いていた。一番好きなベーシストは、モトリー・クルーのニッキー・シックス。洋楽にはまってから初めて買ったレコードはディープ・パープルの『マシン・ヘッド』、初めてコピーした曲は同じく「スモーク・オン・ザ・ウォーター」[4]。
- 中学2年からバンド活動を始め、中学3年の頃から1人でライブハウスに出入りするようになる。44MAGNUMを観に行くようになったのがきっかけ。17～18才の頃に本格的にやり始めたバンドが、AIONのNOVと一緒に活動した「PARANOIA」（パラノイア）。インディーズで1987年にNight GalleryよりLPレコード『COME FROM BEHIND』（後にCD化リリース）をリリースした[5]。その後、Xに加入するまでの短期間だがKIYOSHI（後にhide with Spread Beaverに参加）のバンド「media youth」で活動していた[注釈 1]。

### X JAPAN加入〜解散後
- 1990年5月、X『ROSE&BLOOD TOUR FINAL』日本武道館2days公演の打ち上げにてXメンバーに出会う。その後、HIDEに誘われ上京。
- 1992年5月中旬、Xに加入決定、すぐに『ART OF LIFE』のレコーディングのために渡米。
- 1992年8月24日午後6時、アメリカ合衆国ニューヨーク州ニューヨーク市マンハッタンのロックフェラーセンター・レインボールームにて、各メディアへのHEATH加入正式発表と同時にX JAPANにバンド名変更。加入後間もなくロサンゼルスに3年ほど滞在[7]。
- 1995年2月22日、ソロ活動開始、BOX『heath(CD＋VHS 50000セット限定BOX) 』発売。
- 1996年10月7日、1stソロシングル「迷宮のラヴァーズ」発売。
- 1996年11月4日、X JAPANの4thアルバム『DAHLIA』発売。X JAPANでHEATHが作曲に携わった唯一の楽曲となる「WRIGGLE」を収録。
- 1997年2月19日、2ndソロシングル「Traitor」発売。
- 1997年9月22日、X JAPAN解散記者会見。
- 1997年12月27日、ソロPV集『heath all of films 1995.2.22-1997.12.31』発売。
- 1997年12月31日、X JAPAN解散ライブ。
- 1998年4月22日、3rdソロマキシシングル「Crack yourself」発売。
- 1998年6月6日、大阪O-CATホールにてheath talking gig開催。
- 1998年6月10日、1stソロアルバム『GANG AGE CUBIST』発売。
- 2000年、hide with Spread BeaverのI.N.A、X JAPANのPATAと共にDope HEADzを結成。
- 2003年2月末、Dope HEADz活動休止。
- 2003年12月29日、鈴木慎一郎とRATSを始動。
- 2004年8月29日、RATS活動休止。同年、DER ZIBETのISSAYとLynxを結成。
- 2005年、通販による7年ぶりのソロマキシシングル「NEW SKIN」「come to daddy」「THE LIVE」の3作をリリース。
- 2006年8月25日、7thソロマキシシングル「solid」をリリース。
- 2006年10月27日、2ndソロアルバム『Desert Rain』発売。
- 2007年2月24日、ソロ活動開始15周年、X JAPAN解散後としては初のワンマンライブ開催。

### X JAPAN再結成〜脱退危機
- 2007年10月22日、X JAPAN再結成イベント。アクアシティお台場にて「I.V.」PV撮影。
- 2008年3月28日〜30日、東京ドームにてX JAPAN 3 DAYSライブ『X JAPAN 攻撃再開 2008　I.V.〜破滅に向かって〜』開催。

（28日『〜破壊の夜〜』　29日『〜無謀な夜〜』（追加公演）　30日『〜創造の夜〜』）
- 2008年5月4日、X JAPANとしてhide memorial summit（hide十周忌追悼ライブ（多数のバンドやミュージシャンが出演のライブ））に出演（hide memorial summitは5月3日と5月4日に開催）。
- 2008年7月5日のパリ、8月2日の台北、9月13日のニューヨークのX JAPANの公演の発表後、世界各国から公演依頼が殺到し、2008年6月現在発表している以外の日本を含め、全世界を回る大規模なツアーを予定していたが、YOSHIKIの持病の頸椎椎間板ヘルニアと腱鞘炎が悪化した為、全公演の延期を決定。X JAPANの活動再開は未定になったが、その後YOSHIKIの病状が回復したためパリ公演を同年11月22日に行うことが決定した。
- 2009年3月、HEATHが所属事務所と契約上のトラブルになり、当面は活動を休止せざるを得ない状況で、韓国ソウル公演を延期及び、5月2、3日の東京ドーム公演のチケット発売も延期された。
- 2009年4月、HEATHが所属事務所との契約上のトラブルが解消されず、状況はますます悪くなり、X JAPANを脱退したと報道された。しかし、所属事務所側は「脱退の申し入れがあったのは事実だが、事務所もYOSHIKIも認めておらず、東京ドーム公演はHEATHを入れて予定通り行う」とコメントした[8]。
- 2009年5月1日、トラブルを前向きに解消し、5月2日と3日に開催される東京ドーム公演に出演することが決定した。HEATHは「身勝手な行動をとってしまった事を、今は深く反省し、心よりお詫び申し上げます」と謝罪コメントを寄せ、再びX JAPANとして活動することとなった。この脱退騒動を心配していたファン達は、東京ドーム公演のオープニングにおいて「On Bass HEATH」のアナウンスが流れた時には大きな声援を送った。
- 2009年秋、HEATHファンクラブ会員限定シークレットツアー「sweet vibration」実施。

### 2010年代〜晩年
- 2010年2月24日、「Toshl LAST CONCERT “武士JAPAN” Produced by YOSHIKI」ゲスト出演[9]。このコンサートに自身のソロ楽曲「eagle sniper」を提供[9]。
- 2010年7月10日、「第1回Toshl-CLUBミーティング」ゲスト出演。
- 2011年1月24日〜1月25日、Toshlディナーショー「Toshl Feat YOSHIKI with 世界の三國 スペシャルコンサート＆ディナー～クリスタルピアノのキミ～」ゲスト出演[10]。
- 2011年4月9日〜4月30日、「東日本大震災 Toshlチャリティーコンサート」ゲスト出演[11]。
- 2015年7月20日、『魔夏の夜 Toshl ロック祭り』にスペシャルゲストとして参加。楽曲「武士JAPAN」共演[12]。
- 2020年1月30日、『YOSHIKI CHANNEL』ゲスト出演[13]。
- 2022年11月20日、『YOSHIKI CHANNEL』ゲスト出演[14]。
- 2022年11月29日、「SUGIZO 四半世紀祭 25th ANNIVERSARY GIG」ゲスト出演。
- 2023年8月、YOSHIKIのディナーショウの最終日にゲスト出演し、2人で「Rusty Nail」を披露。これが最後のライヴパフォーマンスとなった[15]。

### 死去
- 2023年に入り体調を崩し、6月に病院へ行ったところ大腸癌が判明。この時点でかなり進行しており、10月に容態が急変、同月29日に入院先の病院で死去[注釈 2][17]。55歳没。生涯独身だった。
- あまりの急死であったことからX JAPANのメンバーすらもHEATHが闘病していたことを知らず、SUGIZOも追悼コメントの中で「ずっと闘病していたなんて」と語っている。
- 同年11月28日、東京・Shibuya O-EASTにて『HEATH お別れ会-献花式　HEATH Farewell & Flower Offering Ceremony』が開催された[18][19]。

## 人物
- TAIJIの後任としてX JAPANに加入したが、イアン・ヒルやニッキー・シックス、ジーン・シモンズの影響を公言する通り、そのプレイはオーソドックスなピック奏法を主体とした堅実かつ謙虚なものであり、TAIJIのようなエキセントリックなプレイはあまり見られなかったが、楽曲によってはスラップ奏法やスリーフィンガー・ピッキングなども用いており、例を挙げると「SCARS」ではピック、スラップ、スリーフィンガーの3つの奏法を駆使している。
- X JAPANのライブにおけるソロコーナーにおいて、「オペラ座の怪人」をベースで演奏するというパフォーマンスを好んで行った。自らのソロ曲である「daydream」も多く演奏した。
- ソロコーナーでは、演奏していたベースを破壊するというパフォーマンスも多く披露していた。ちなみに破壊したベースの種類などについては、使用機材の項に記述してある。
- ライブの時にはエクステをよく付けるが、普段はブローした後は何もしないという。ちなみにシャンプーは、ヴィダルサスーンを愛用していた。
- X JAPAN再結成後のライブでは途中から上半身裸になることが多い。ちなみに、体型は昔から変わらず、体脂肪率も3〜7%をキープしていた。
- SUGIZOとは、自身がX JAPAN加入以前からの知り合い。SUGIZOからは「ハードロック、ヘヴィメタルにどっぷりつかってきたロック小僧だと思うけれど、資質はクラシックプレーヤーに近いんじゃないかな。本当にマジメで、常に練習してるし、譜面どおりに完璧に演奏するタイプ」と評されている。
- X JAPANのメンバーの中で唯一SNSを一切しておらず、X JAPANといった音楽活動以外の情報が殆ど表に出る事が無く、私生活も謎に包まれていた。LADIES ROOMのGEORGEによれば、HEATHにまつわる色々なエピソードが彼との思い出を飾らないわけではないが、話したくない[20]。しかしながら唯一つだけGEORGEから言えることは、もとよりHEATHは「争いごとの嫌いな優しいやつ」であったということである[20]。
- 前述の通り、私生活は長年謎であったが、2022年のYOSHIKI CHANNELで配信された誕生日配信にゲスト出演した際、vistlipの海からの質問に対し、一日の流れとして、日中はWeb言語のコーディングや音楽のことなどを勉強し、夕方17時からベースの練習に取り掛かると答えていた[21]。また、自身の楽曲の著作権管理のため、2010年に会社を設立し、その会社の社長を務めていたことも死後明らかになった[22]。
- ソロデビュー当初は大手レーベルのポリドールで作品を発表し、1stシングルから3rdシングルまでテレビ番組とタイアップもして彼の歌は流されメインストリームで聞こえていた。しかしHEATHにとっては大手レーベルから報酬を受け取ってレーベルの意向に歩み寄らざるを得ないような図式は性に合わず、シングル3作品とアルバム1作品をポリドールからリリースしてからは作品に独自のレーベル「Welchia Factory」[23]の規格品番「WF」を割り当て、HEATHの切り盛りする公式サイトの通信販売でしか入手できないようになった[注釈 3]。HEATHの通販限定シングルの作詞をした鮎貝健が心の内を尋ねたところ、HEATHは「牙を抜かれたくないんだ」と真剣な顔をしてから、一言「なーんてね」とこの話を冗談めかして照れて笑っていた[24]。
- HEATHの故郷・尼崎市は、彼の晩年には改善されつつあるが、治安が悪くダーティーなイメージで知られている[25]。彼が生涯を捧げたロック業界も昔気質のロックミュージシャンは殴り合いをする危険なイメージであったが、HEATHはそれをなだめる側であった[26]。彼には飾らない自然体の優しさがあった[27]。
- ミュージシャン仲間はHEATHを「優しい」、「いい人」、「真面目」と言うが、インタビューによると尼崎の少年であった頃のHEATHは道を歩いては怒り、電車に乗っては怒り、常に何かに怒っていたそのような時期もあった[6]。
- 晩年ジャズベースタイプのFJBを使うことが多かった[6]。通常はライブの後、使用したベースはフェルナンデス社の倉庫で保管するのだが、2022年11月に参加したSUGIZOのギグの後、HEATHは白いFJBを持ち帰り、55歳の別れのステージとなった2023年8月のYOSHIKIディナーショウにその白いFJBを携行して演奏した[6]。

### 趣味・趣向
- 学生時代は剣道部に在籍していた。
- 酒にまつわる逸話や伝説が多いX JAPANのメンバーらしく、彼もまた酒豪であり、SUGIZO曰く「呑む量で言えばPATAさんだが、呑むアルコールの度数ならばHEATH」と言うほど。
- 好物はステーキとフルーツとされているが、実際のところ食に対する拘りはそれほど強くは無く、レコーディング等の作業に夢中になるとその傾向が顕著で、特に90年代の若かりし頃は「別に食えれば何でもいい。毎食ファーストフードのハンバーガーで、それが数日続いたとしても別に気にしない」という程であった。ツアーで移動中の新幹線では大抵トンカツ弁当を食べていたのでPATAはHEATHの食べるものはトンカツであると強く認識している[28]。私生活が謎の彼は、2020年11月にCoCo壱番屋のカレーをテイクアウトしたことが報告されている[22]。その時に一緒にいた女性は、2010年に会社を設立した頃から支えとなっていた10年来のパートナーであったという[22]。
- クールな外見の彼には人懐っこい笑顔があり[26]、素顔は穏やかで気さくであった[29]。庶民派の彼はある時、ドトールコーヒーショップにいた[30]。彼は知り合いを見かけて「おはようございます。モーニングコーヒーです」と人懐っこい笑顔で挨拶をした[30]。酒を飲む時も彼は変わらず所作が美しく、人を見下さず、悪口を言わなかった[29]。彼の心遣いには飲食店を営んでいる母親の面影があった[26]。

## X JAPAN加入のきっかけ

### HIDEとの出会い〜上京
22歳の時、1990年5月に行われた『ROSE&BLOOD TOUR FINAL』日本武道館2daysにHIDEの友達でもあった友人に一緒に行こうと連れて行かれ、その打ち上げの時に初めてXのメンバーに紹介された。それまで日本のバンドのコンサートはあまり見た事が無かったが、そのXのステージには劇的なものを感じたという。その後もちょくちょくHIDEとは電話で話していたが、HIDEに「とりあえず東京出て来い」と言われ、考えた末ベース2本とボストンバッグ一つで新幹線の自由席に乗り、混んでいたため3時間立ったままで東京に着く。家には軽く「東京行ってくる」とだけ言って出てきた。東京に着いてHIDEに電話すると、本当に来るとは思っていなかったらしく大変驚いていたと言う。

### セッションから加入まで

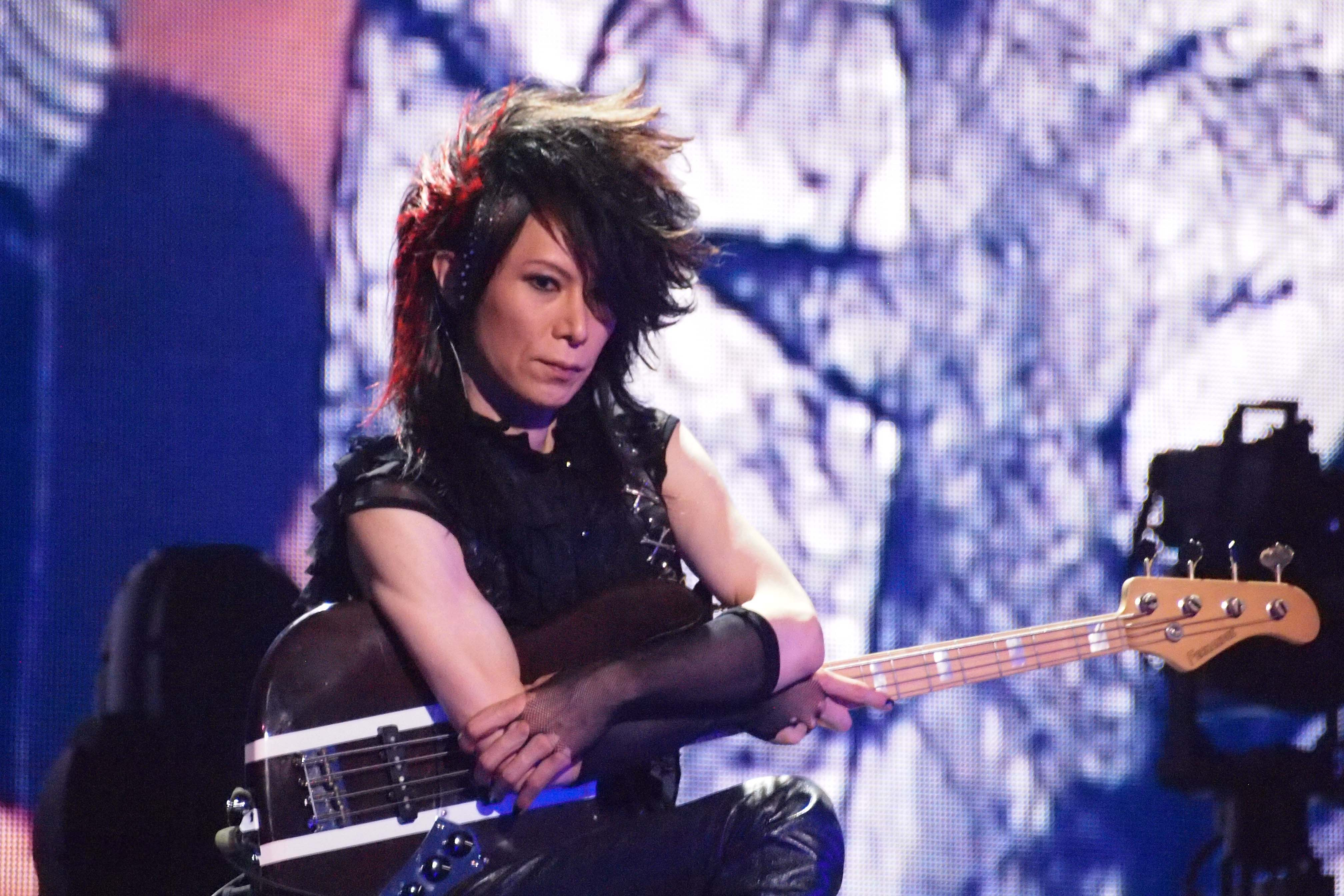
HEATH, 2014年

当時Xは新しいベーシストの一般公募と平行して、X側からも一緒に音を出してみないかとジャンル問わず様々な人に声をかけていた。ベーシストの条件は「男性で、一緒に音を出して楽しいかどうか・感覚的に馬が合うかどうか・俺たちとピッチが合うかどうか」だった。公募の中には男性という条件にもかかわらず、女性も多数テープを送ってきていた（後日談だが、中にはベースは一切演奏できないにもかかわらず、デモテープに意気込みだけを延々と吹き込んできた熱心なものもあったという）。沢山のテープの中から実際にオーディションに来てもらった人もいたが、なかなか加入に至るまでの馬が合う人はいなかったという。そんな中で名前が挙がったのがHIDEの知り合いのHEATHだった。
1992年1月のX東京ドーム3days（TAIJI脱退ライブ）の数ヵ月後、HIDEはHEATHに電話をする。HEATHは飲みの誘いと思っていたが、ベーシストオーディション勧誘（正確には「音を一緒に出してみないか」というセッション勧誘）の電話だった。HEATHはXが新しいベーシストを探していることは友人に聞いて知っていたが、当時は自身のバンドであるmedia youthもあり応募しようとは全く思っていなかった。そのため、勧誘の話をされてもHEATHは他のバンドのベーシストを紹介したりしていた。
HEATHはその後、自身のバンドへの迷いがあったこともあり、入る入らないは別としてセッションならやりたいと承諾。結局、実際にはオーディションではなく、Xメンバーのほうからの希望でセッションと言う形でHEATHに来てもらう事になった。
最初のセッションの時の演奏曲は「Standing Sex」「BLUE BLOOD」「ENDLESS RAIN」「Joker」「Sadistic Desire」の5曲。その前日から当日朝までHIDEとHEATHが一緒に飲んでいたこともあり、HEATHは二日酔いの状態でセッションに参加。仮眠も1、2時間ほどしかとらずHEATHは「間違えても仕方がない」と緊張していなかったがほぼ完璧に弾きこなす。逆にメンバーのほうが緊張して「下手なのがバレてナメられないようにしないといけないと思ってコチコチに緊張していた」と語る。物怖じしない性格や、終わって片づけをして、「じゃあ、結果は後日〜」とすぐに帰ってしまったHEATHに対しHIDEとPATAは「大物だ」と感じたと同時に、「こいつはXにいてもおかしくない」と思ったという。またHIDEにはHEATHの本名と同音異字の名の実弟がいる。
その日のうちにHEATHのもとに「メンバーはHEATHを気に入ったがHEATHはどうだったか」という連絡が入る。さらにしばらくして、やはりベースはHEATHが良いとメンバー内で一致。すぐにHEATHに電話をするが、HEATHはそのとき自身で再結成させたバンドのこともあって、少し考えさせて欲しいと言った。結局2週間色々考えた末、セッションが楽しかったこともあり、決心して加入承諾の連絡をする。後のインタビューでHEATHは「あの中にいて違和感がなかった」「ピンとくるものが、Xに対してはすごく強くあった」と語っている。加入が決まったのは1992年5月中旬、HEATH24歳の時であった。
かくして1992年8月24日午後6時、アメリカ合衆国ニューヨーク州ニューヨーク市マンハッタンのロックフェラーセンター・レインボールームにてX新ベーシストとして正式に紹介されることとなる。
雑誌でのhideのインタビューによれば、「HEATHは（X JAPAN加入後の）初ライブが東京ドーム、初テレビ出演が紅白歌合戦だった」という。また、X JAPANでの初レコーディングは、X JAPANの楽曲の中でも最長の「ART OF LIFE」であった。脱退前のTAIJIによるベーストラックがレコーディング済みであったが、HEATH加入後、彼の演奏に全て差し替えられた。
バンドのリズム隊（ベース&ドラムス）の一員としてYOSHIKIと相性が良く確固とした演奏技術のHEATHは、世界進出を成功させたX JAPANの救世主といえる。

## 使用機材

### ベース

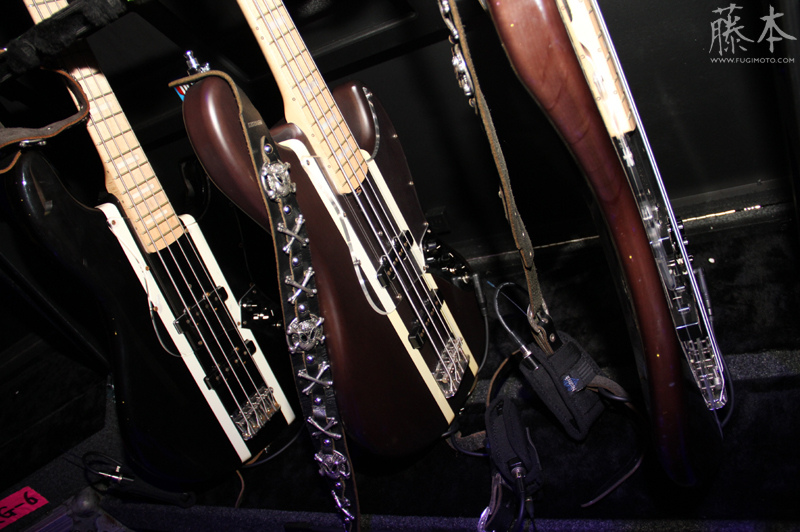
HEATHのベース, 2011年, ブラジル

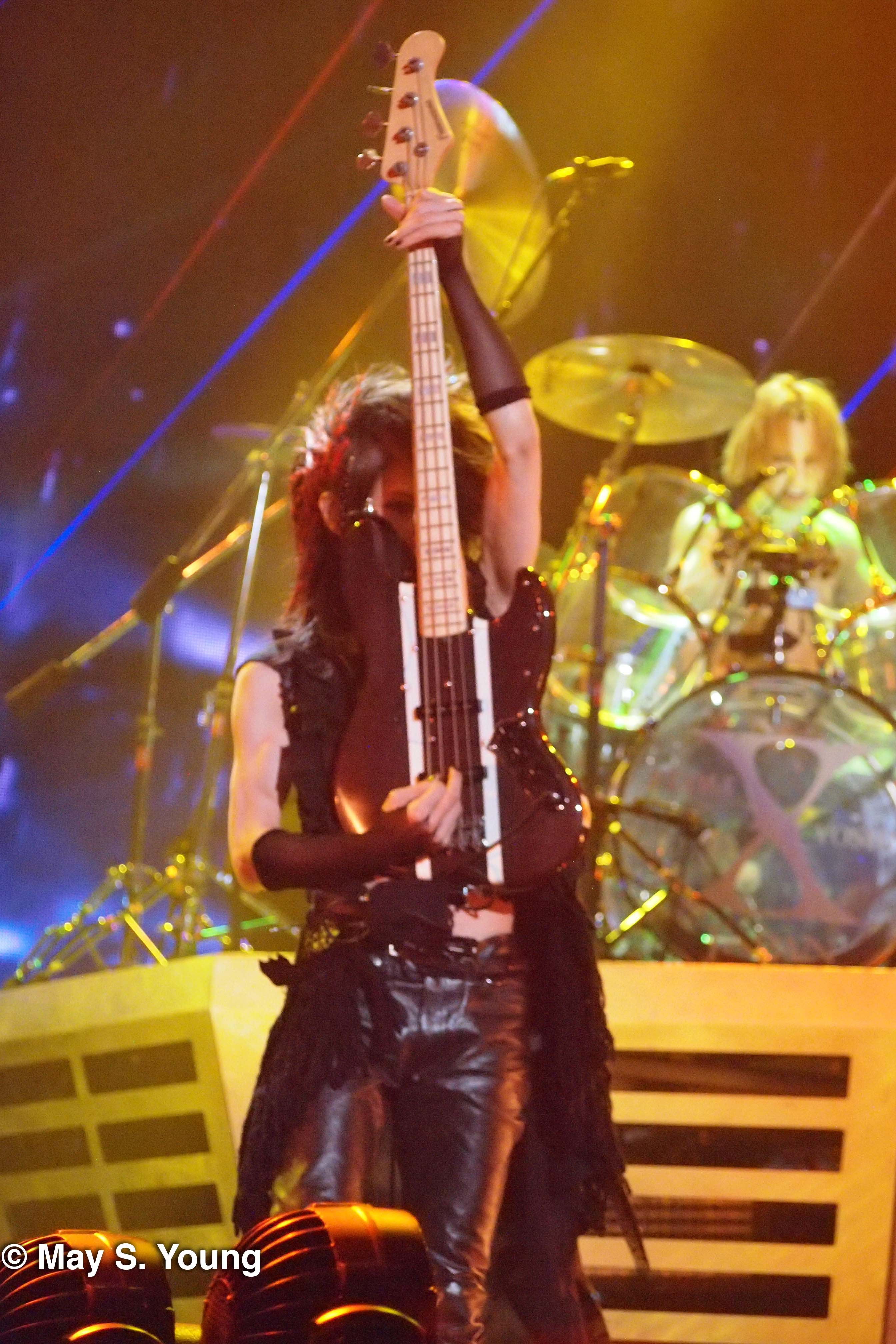
リズムセクションのHEATHにYOSHIKIに導かれながらバンドのサウンドが響き渡るマディソン・スクエア・ガーデン, 2014年

フェルナンデス(Burny)WB-X
X JAPAN加入直後に使用していた、BC RICHワーロックタイプのベース。12フレット部の指板にXのインレイが入っている。東京ドームでのライブのソロコーナーでよく破壊されていた。初期TAIJIのワーロックは片側4列ペグのヘッドだったのに対して2対2配列ペグのヘッドデザインを採用。市販シグネイチャーモデルはWB-95H。
フェルナンデス（Burny）EB-X
1993年から97年あたりまでメインとして使用していたBC RICHイーグルタイプのベース。オリジナルと同様のスルーネック5ピースボディ構造。もともとHEATHはX JAPAN加入初期にはナチュラルカラーのフェルナンデス製イーグルタイプを所有しており、これをもとに製作された。アメリカンスポーツ車をイメージさせる黒のボディに2本の白いラインの柄はHEATH本人の発案。ボディ、ネック材はコアが使用されている。こちらもソロコーナーで破壊していたが、同じものを何本も用意していた。（チューニングの違う曲に対応するためでもある。）市販シグネイチャーモデル、EB-95Xはボディ材およびPUが異なる仕様になっている。
フェルナンデス（Burny）PROTO-TYPE
「THE LAST LIVE」のリハーサル時に使用されていたというベース。ポール・リード・スミスに似た外観にアーチドトップでPタイプのピックアップを搭載している。
フェルナンデス（Burny）DB-85H
PROTO-TYPEの市販モデル。ピックアップにハムバッカーを2機搭載。
フェルナンデス FJB-115H
X JAPAN解散後から使用を開始し、再結成以降のメインとして使用しているジャズベースタイプのベース。FENDER系ベースの為、ボルトオンネックだが上記EB-Xと同じカラーリングである。2009年からフェルナンデスよりHEATHモデルとして市販が開始された。
ERNIE BALL MUSICMAN STINGRAY（白）

### サウンド・システム
- 「THE LAST LIVE」時

MESA BOOGIE BASS 400+（アンプ）
MESA BOOGIE RD-1000（キャビネット）
- 「X JAPAN攻擊再開」時

AMPEG SVT-CL（アンプ）
AMPEG SVT-810E（キャビネット）

## ディスコグラフィ

### シングル
|         | リリース      | タイトル         | 規格・ 販売生産番号 | 収録曲                                                                                 | 備考                                                 |
| ------- | ------------- | ---------------- | ------------------- | -------------------------------------------------------------------------------------- | ---------------------------------------------------- |
| 1st     | 1996年10月7日 | 迷宮のラヴァーズ | 8cmCD               | 1. 迷宮のラヴァーズ 2. Daydream #002 3. 迷宮のラヴァーズ (instrumental.)               | 読売テレビ系アニメ『名探偵コナン』エンディングテーマ |
| 1st     | 1996年10月7日 | 迷宮のラヴァーズ | PODH-1323           | 1. 迷宮のラヴァーズ 2. Daydream #002 3. 迷宮のラヴァーズ (instrumental.)               | 読売テレビ系アニメ『名探偵コナン』エンディングテーマ |
| 2nd     | 1997年2月19日 | Traitor          | 8cmCD               | 1. Traitor 2. Daydream #003 3. Traitor (instrumental.)                                 | フジテレビ系『猛烈アジア太郎』オープニングテーマ     |
| 2nd     | 1997年2月19日 | Traitor          | PODH-1342           | 1. Traitor 2. Daydream #003 3. Traitor (instrumental.)                                 | フジテレビ系『猛烈アジア太郎』オープニングテーマ     |
| 3rd     | 1998年4月22日 | Crack yourself   | 12cmCD              | 1. Crack yourself 2. Faith 3. Lousy (Daydream #006)                                    | 読売テレビ系『パパイアQ』オープニングテーマ          |
| 3rd     | 1998年4月22日 | Crack yourself   | POCH-1686           | 1. Crack yourself 2. Faith 3. Lousy (Daydream #006)                                    | 読売テレビ系『パパイアQ』オープニングテーマ          |
| 0 4th 0 | 2005年        | NEW SKIN         | 12cmCD              | 1. NEW SKIN 2. GIVE                                                                    | ＊通信販売のみ                                       |
| 0 4th 0 | 2005年        | NEW SKIN         | WF-0002             | 1. NEW SKIN 2. GIVE                                                                    | ＊通信販売のみ                                       |
| 0 5th 0 | 2005年        | come to daddy    | 12cmCD              | 1. COME TO DADDY 2. SOLID                                                              | ＊通信販売のみ                                       |
| 0 5th 0 | 2005年        | come to daddy    | WF-0003             | 1. COME TO DADDY 2. SOLID                                                              | ＊通信販売のみ                                       |
| 0 6th 0 | 2005年        | THE LIVE         | 12cmCD              | 1. THE LIVE 2. UNDER THE SUN                                                           | ＊通信販売のみ                                       |
| 0 6th 0 | 2005年        | THE LIVE         | WF-0004             | 1. THE LIVE 2. UNDER THE SUN                                                           | ＊通信販売のみ                                       |
| 7th     | 2006年8月25日 | solid            | 12cmCD              | 1. solid (instrumental.) 2. crossing the deadline (instrumental.) 3. solid (outer mix) | ＊通信販売のみ                                       |
| 7th     | 2006年8月25日 | solid            | WF-0006             | 1. solid (instrumental.) 2. crossing the deadline (instrumental.) 3. solid (outer mix) | ＊通信販売のみ                                       |

### アルバム
|     | リリース       | タイトル        | 規格・ 販売生産番号 | 収録曲 | 備考                        |
| --- | -------------- | --------------- | ------------------- | --- | --------------------------- |
| 1st | 1998年6月10日  | GANG AGE CUBIST | 12cmCD POCH-1709/10 | Band Disc (DISC1) 1. Daydream #006 (LP Version) 2. Solution 3. Believe 4. Rock and Roll 5. Mind 6. Crack yourself (Album Version) Remix Disc (DISC2) 1. Traitor (Overdose Emsamble Mix) 2. Boy 3. Pessimist (Demo Track) 4. Crack yourself (Yukihiro Fukutomi Remix) 5. Faith (Nightmare Complex Mix) | DISC1#4はツェッペリンカバー |
| 2nd | 2006年10月27日 | Desert Rain     | 12cmCD WF-0007      | 1. departure to space 2. breath 3. lynch 4. blueberry murder 5. eagle sniper 6. deuce (bonus track) 7. love me 8. remain sky 9. flash of space (bonus track) 10. the live 11. desert rain 12. under the sun                                                                                           | ＊通信販売のみ              |

### VHS
|     | リリース       | タイトル           | 規格・ 販売生産番号    | 収録曲 | 備考                       |
| --- | -------------- | ------------------ | ---------------------- | --- | -------------------------- |
| 1st | 1995年2月22日  | heath              | VHS + 12cmCD POVH-1045 | VHS 1. 失われたtreasure∞land CD 1. 失われたtreasure∞land 2. Nervous Break Down 3. Daydream 4. Live for the moment 5. clockworklife                                                         | CD＋VHS 50000セット限定BOX |
| 2nd | 1997年12月27日 | heath all of films | VHS POVH-1060          | 1. 失われたtreasure∞land (1-1.CM1, 1-2.PV, 1-3.CM2) 2. 迷宮のラヴァーズ (2-1.Making, 2-2.CM1, 2-3.PV, 2-4.CM2) 3. Traitor (3-1.Making, 3-2.CM1, 3-3.PV, 3-4.CM2) 4. Daydream #005 (4-1.PV) |                            |

## HEATHモデルBass
- Burny XB-95H（定価95,000円（1993年当時））
- Burny EB-95X（定価95,000円）

## バンド歴
- cross sabel
- VANGUARD（1986年）Vo.ROD Gt.LEZYNA Dr.LAY
- PARANOIA（1987年-1988年）Vo.NOV→Satoru Gt.Nao Dr.Koh
- Beet-Sweet（1988年-1989年）Vo.HEATH Gt.Yoshitsugu Ba.Luna Dr.TAKE-chan
- CHAOS MODE（1989年-1990年）Vo.HIRO Gt.Nao Dr.SHEEN
- SWEET DEATH（1990年）→media youth（1990年-1991年）Vo.Satoru Gt.Kiyoshi Dr.KOHICHI
- Majestic Isabelle（1991年）Vo.CHIKA Gt.REAL JACK Dr.TAKAAKI
- media youth　Vo.DAISUKE Gt.Kiyoshi Dr.KOHICHI
- X JAPAN（1992年-1997年）
- ソロ活動（1995年-）
- Dope HEADz（2000年-2003年）Vo.JO:YA→Shame Gt.PATA Prog.I.N.A
- RATS（2003年-2004年）Vo.鈴木慎一郎
- Lynx（2004年-2007年）Vo.ISSAY
- X JAPAN（2007年-）